# روبرت كورتين
روبرت جوليان كورتين (بالفرنسية: Robert J. Courtine)‏ (16 مايو 1910 - 14 أبريل 1998) كان كاتبًا في الطعام الفرنسي وكاتب لعدد من الكتب بقلمه مثل "La Reynière" و"Savarin".

## الخلفية
كان روبرت عضوًا في جبهة العمل اليمينية المتطرفة في ثلاثينيات القرن العشرين، وكان قريباً من الصحفي المعادي للسامية هنري كوستون. خلال الاحتلال الألماني، كان مشاركًا نشطًا في الصحف التعاونية La France au travail and L'Appel. غادر باريس في أغسطس 1944 في زيغمارينغن. اعتقل في عام 1946 وحكم عليه بالسجن لمدة عشر سنوات بالعمل الشاق. تم تخفيف العقوبة في عام 1948، شريطة ألا يتحدث على الراديو.
في عام 1952، انضم إلى لوموند حيث استخدم اسم القلم "La Reynière" (مستوحى من Grimod de La Reynière)، وكتب عمود فن الطهو حتى عام 1993.
كتب أيضاً العديد من الكتب في فن الطهو.

## المنشورات
- مقدمة من بول ريبو، أ. فلوري، 1952
- القاتل على طاولتك 1956؛ مع مقدمة كتبها ألبرت سيمونين، المائدة المستديرة، 1969
- معرفة جديدة للأكل، 1960
- جميع الكوكتيلات (وقعت سافارين)، جيرار وآخرون، 1960
- أيام الأحد من المطبخ، الطاولة المستديرة، 1962
- 450 وصفات أصلية مبنية على الفواكه، 1963
- المطبخ الفرنسي الحقيقي (وقعت سافارين)، جيرار وآخرون، 1963
- احتفال الهليون، ر. موريل، 1965
- جميع المشروبات وصفات النبيذ، اروس، 1968
- فن الطهو، مطابع جامعة فرنسا، 1970
- دليل المأكولات الفرنسية والدولية، 1972
- قاموس الجبن، لاروس، 1972
- كتاب وصفات السيدة ميجيريت (مقدم من قبل La Reynière)، مقدمة من جورج سيمنون، روبرت لافونت، 1974
- بلزاك على الطاولة، روبرت لافونت، 1976
- المطبخ الفرنسي: كلاسيكي وجديد (توقيع La Reynière)، رسومات 1977
- باقة الوصفات الخاصة بي، مارابوت، 1977
- زولا على الطاولة، روبرت لافونت، 1978
- دليل للذواقة فرنسا، بورداس، 1980
- جميع المأكولات الفرنسية والأجنبية، 1982
- معجم الطهي وفن الطهي (كورتين)، لاروس، 1986
- الجبن، لاروس، 1987

## روابط خارجية
- Le terroir perd La Reynière sur Libération.fr
- Notice d'autorité de la BnF